# قلندران (جیرفت)
قلندران یک منطقهٔ مسکونی در ایران است که در بخش ساردوئیه واقع شده‌است. قلندران ۳۳۶ نفر جمعیت دارد.